# Arroyo del Sauce (Cerro Largo)
EL arroyo del Sauce es un curso fluvial uruguayo que atraviesa el departamento de Cerro Largo.
Nace en la cuchilla Grande y desemboca en el río Negro tras recorrer alrededor de 29 km.
- Datos: Q5706241